# Tralonca
 Tralonca  là một xã ở tỉnh Haute-Corse trên đảo Corse, Pháp. Xã này có diện tích 15,7 km², dân số năm 1999 là 64 người. Khu vực này có độ cao trung bình 756 mét trên mực nước biển.